# Ганс-Генріх Басс
Ганс-Генріх Басс (1 квітня 1954 в Камені, Північна Рейн-Вестфалія) — німецький економіст та історик економіки.
З 2000 року Басс професор економіки в Університеті прикладних наук Бремен (Hochschule Bremen) (Німеччина).

## Біографія
З 1972 по 1978 рр. Басс вивчав економіку, етнологію, а також економічну та соціальну історію у Вестфальському університеті імені Вільгельма та закінчив навчання як дипломований економіст. Після тимчасової трудової діяльності (поміж іншого як доцент Інституту Гете) у 1990 році Басс отримав степінь кандидата наук (Dr. rer. pol.) при Ріхарді Г. Тіллі у Мюнстері за дисертацію в області економічної та соціальної історії. Ганс-Генріх Басс був науковцем при Small Enterprise Promotion and Training Programme (сьогодні Університет Лейпцигу) та професором-асистентом в Інституті світової економіки та міжнародного менеджменту в Університеті Бремен. Як запрошений професор Бремен він викладав в Айчівському університеті, Тойохасі (Японія), університеті Бенін, Бенін-Сіті (Нігерія), Всеросійській Академії Зовнішньої Торгівлі, Москва (Росія), Jiaotong Daxue (Транспортному Університеті), Сіань (Китай) та Університеті Якобсу, Бремен. Басс є директором Інституту транспорту та розвитку в Університеті прикладних наук Бремену та керівником міжнародної спеціальності «Економіка».

## Наукова діяльність
Басс займається науковою діяльністю у сферах світової економіки, економіки розвитку, а також соціальної та економічної історії. Він є співвидавцем щорічника видання «Перспективи розвитку Африки» «African Development Perspectives Yearbook». Басс науково консультував багато міжнародних та громадських організацій з допомоги розвитку, поміж іншим Організацію Об'єднаних Націй з промислового розвитку, німецьку благодійну організацію «Deutsche Welthungerhilfe» (Світова поміч голодним), а також незалежну, неприбуткову організацію «Фудвоч».

## Наукові та політично-економічні погляди
В економічних наукових працях Басс є представником неортодоксального підходу, хоча спочатку переважали неомарксистські, а пізніше неошумпетерські впливи. Бувши учнем Ріхарда Г. Тіллі, в економічній історії Басс зараховується з методичної точки зору до (помірних) кліометриків. Він належить до Бременської школи економічного розвитку.
Басс виступає за екологічний поворот у світовому сільському господарстві, за індустріальну економіку, орієнтовану на інновації, спрямовану на малі та середні підприємства, а також за посилений державний контроль транснаціональних компаній та міжнародних фінансових ринків.